# Distretto di Canta
Il distretto di Canta è uno dei sette distretti della provincia di Canta, in Perù. Si trova nella regione di Lima e si estende su una superficie di 123,09 chilometri quadrati.
Ha per capitale la città di Canta.